# Heiki Sibul

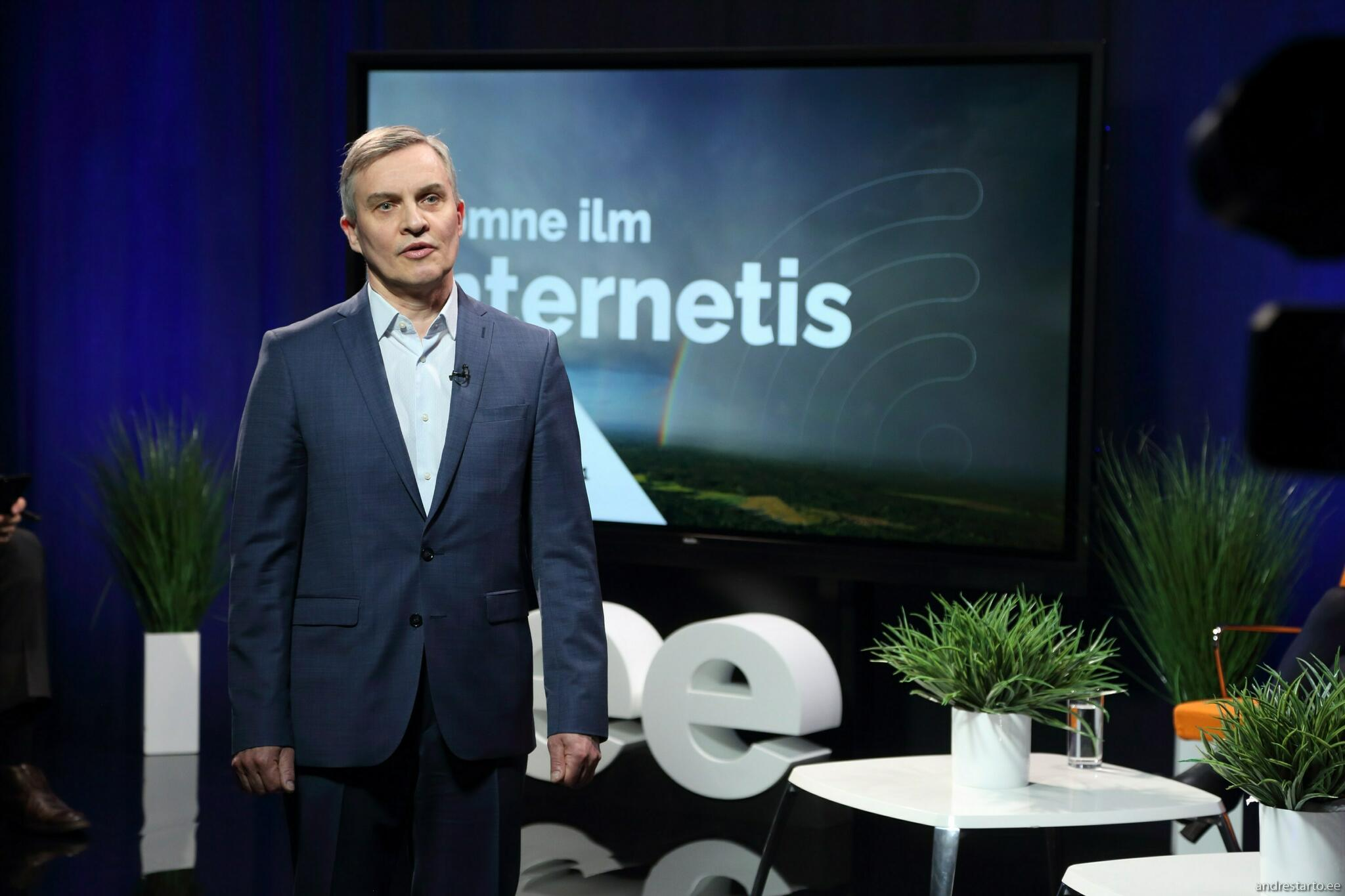
Heiki Sibul, 2021

Heiki Sibul (* 26. Juli 1963 in Põltsamaa) ist ein estnischer Beamter. Er ist seit 1995 Leiter der estnischen Parlamentsverwaltung und seit 2000 Vorsitzender der Staatlichen Wahlkommission der Republik Estland.

## Leben und Werk
Heiki Sibul schloss 1991 sein Studium der Rechtswissenschaft an der Staatlichen Universität Tartu ab. Studienaufenthalte führten ihn 1990 an die Universität Oxford und 1991 an die Universität Helsinki. Er ist Autor zahlreicher juristischer Veröffentlichungen.
Heiki Sibul ist seit 1991 Beamter in der estnischen Parlamentsverwaltung. Von 1992 bis 1995 war er Leiter des Juristischen Dienstes des estnischen Parlaments (Riigikogu). Er ist seit 1995 Leiter der Verwaltung des estnischen Parlaments. Sein offizieller Titel lautet Riigikogu Kantselei direktor.
Sibul bekleidet seit 2000 gleichzeitig das Amt des Vorsitzenden der Staatlichen Wahlkommission (Vabariigi Valimiskomisjon). Er ist damit verantwortlich für die Durchführung der estnischen Parlamentswahlen und der Wahlen zum Parlament. Er gilt als einer der Urheber der Stimmabgabe über das Internet, die seit der Parlamentswahl 2007 möglich ist.